# Cosolapa
Cosolapa (del Náhuatl: Coxolli, atl, pa ‘Faisán, agua, en’‘En el río de los faisanes’) es una ciudad del estado mexicano de Oaxaca, situada en la región del Papaloapan, en la parte más septentrional del estado de Oaxaca, en México.
Limita al norte y oeste con el estado de Veracruz, y al sur y este con el municipio de Acatlán de Pérez Figueroa. Aunque la influencia indígena es menor que en otros municipios vecinos, en el existen comunidades mazatecas, pero también existen hablantes de náhuatl, debido a la influencia de los mexicas en el pasado de la región.
El municipio es primordialmente agrícola, y en cuanto a industria, la producción de azúcar es lo más destacado. Según el II Conteo de Población y Vivienda INEGI 2005, el municipio cuenta con una población de 14,305 habitantes, y posee una extensión de 149.27 km², que representa el 0,156% del total estatal.
El municipio se formó en 1940, segregándose del municipio de Acatlán de Pérez Figueroa.

## Toponimia
El término Cosolapa proviene de los vocablos del náhuatl Coxolli "faisán" y atla, "agua" o "río" y pa "en"; por lo que su traducción es "En el río de los Faisanes". La ortografía correcta es "Coxolapa".
El lugar tiene carácter de semiurbano, ya que cuenta con dos sucursales Bancarias, Oficinas del Gobierno Federal, del Estado y Municipal, cuenta con un ingenio azucarero (El Refugio), por encontrarse en el límite geográfico con el Estado de Veracruz, (ya que una calle divide Cosolapa, y Tezonapa, de manera que ambas poblaciones forman una zona conurbada), ambas poblaciones comparten su misma cultura, tradición y costumbres, que son jarochas al 100%, al igual que su gastronomía. La fiesta de la población se celebran el 19 de marzo en honor a su santo patrono San José, con feria, carreras de caballos, jaripeos, peleas de gallos, huapangos, bailes de tarima con arpa y jarana, poetas y decimistas.